# Elasmostethus interstinctus
Elasmostethus interstinctus es una especie de insecto de la familia Acanthosomatidae.

## Distribución
Se distribuye ampliamente en Europa, el norte de Asia (excluida China) y en América del Norte.

## Hábitat
Estos insectos habitan principalmente en áreas soleadas con bosques mixtos de abedules, árboles de hoja caduca y arbustos.